# Sturno
Sturno là một đô thị (comune) thuộc tỉnh Avellino trong vùng Campania của Ý. Sturno có diện tích km2, dân số là người (thời điểm ngày 1/5/2009).